# Pseudonigrita
Pseudonigrita es un género de aves paseriformes perteneciente a la familia Passeridae. Son dos especies son propias de África. Anteriormente se clasificaban en la familia Ploceidae.

## Especies
Se reconocen las siguientes especies:
- Pseudonigrita arnaudi - tejedor social de Arnaud;
- Pseudonigrita cabanisi - tejedor social de Cabanis.